# Eucratides I
Eukratides I (tiếng Hy Lạp: Εὐκρατίδης Α΄), đôi khi được gọi là Eukratides Đại đế, là vua của vương quốc Hy Lạp-Bactria từ năm 170 đến năm 145 trước Công nguyên. Eukratides có lẽ nguyên là một đại thần xứ Bactria, đã giành được vương vị sau khi lật đổ triều đại của vua Euthydemos I. Eukratides tiến hành chiến tranh chống lại các vị vua Ấn-Hy Lạp, các vua người Hy Lạp phía đông ở tây bắc Ấn Độ, và tạm chiếm giữ lãnh thổ xa tới tận sông Ấn, cho đến khi ông đã bị đánh bại và bị đẩy lùi về Vương quốc Bactria. Người ta đã tìm ra một lượng lớn tiền xu được đúc trong thời Eukratides và điều này cho thấy quốc độ Hy Lạp-Bactria rất phồn vinh dưới sự cai trị của ông.

## Cuộc đời

### Cuộc đảo chính cung đình Bactria
Eukratides lên ngôi vua xứ Bactria sau khi tiến hành chính biến phế truất vương triều của Euthydemos I (con của ông này, Demetrios I đã chinh phục được tây bắc Ấn Độ). Ông vua bị Eukratides truất ngôi có lẽ là Antimachos I.

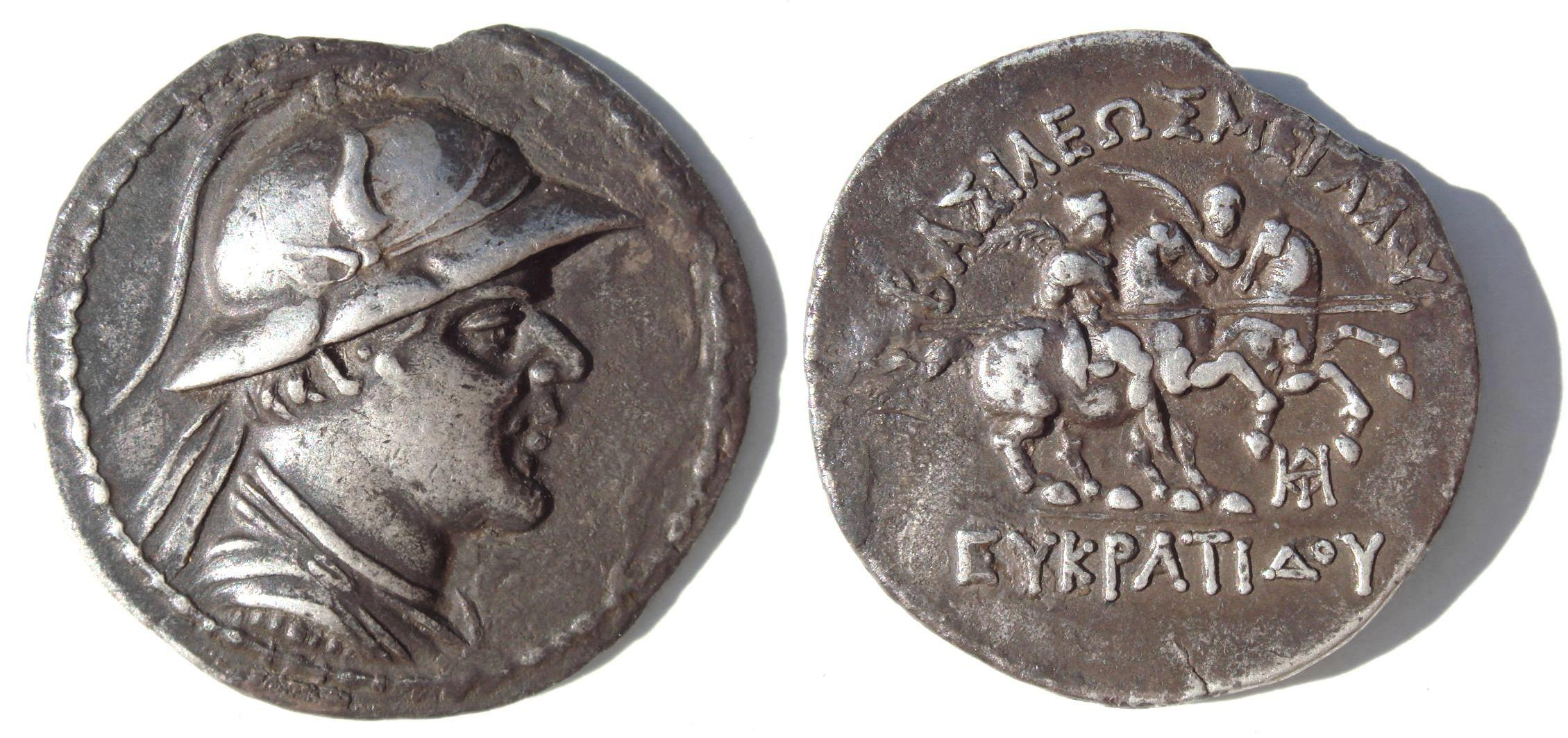
Đồng tetradrachm bạc của vua Eucratides I (171-145 TCN)
Trước: Hình bán thân của Eucratides, mũ đội được trang trí bằng sừng và tai một con bò, cùng một chuỗi hạt.
Sau: Mô tả Dioscuri, tay trái cầm cây cọ, tay phải cầm chiếc giáo. Đoạn van Hy Lạp: ΒΑΣΙΛΕΩΣ ΜΕΓΑΛΟΥ ΕΥΚΡΑΤΙΔΟΥ (BASILEŌS MEGALOU EUKRATIDOU) "Của Đức vua Ẹukratides".
Đặc điểm: Đường kính 32 mm. Nặng 15.9 g. Kiểu chuẩn Athen. Một trong những đồng xu Hy Lạp lớn nhất từng được đúc.

Không rõ liệu Eucratides có phải là một đại thần làm đảo chính soán ngôi vua Bactria, hoặc, theo một số học giả, là một người anh em họ của vua Antiochos IV Epiphanes nhà Seleukos người đã cố gắng để giành lại lãnh thổ Bactria. Justin giải thích rằng Eucratides đăng cơ cùng lúc với vua Mithridates I xứ Parthia, chính xác biết là đã bắt đầu vào 171 TCN, do đó cho phép biết được khoảng thời cho việc lên ngôi của Eucratides:
| “               | Vào khoảng thời gian này, có hai ông vua xuất chúng lên ngôi: Mithridates của người Parthia, và Eucratides của người Bactria. | ” |
| — Justin XLI, 6 | |   |

Một số các đồng tiền của vua Eucratides I có thể mang hình ảnh cha mẹ của ông. Theo đó, cha của ông mang tên là Heliocles, và mẹ của ông - đội một chiếc vương miện Hoàng gia - bà Laodice. Bà Laodice có thể là một thành viên trong Hoàng gia Seleukos.
Sau khi tiếm ngôi vua xứ Bactria, Eucratides I cũng chiếm phần phía Tây của vương quốc Ấn-Hy Lạp. Theo các tài liệu còn lại duy nhất, của sử gia La Mã Justin, Eucratides đã đánh bại vua Demetrius của Ấn Độ, nhưng danh tính của vị vua này là không chắc chắn: Demetrius có thể là Demetrius I, hoặc Demetrius II:
| “               | Eucratides đã tiến hành nhiều cuộc chinh chiến với lòng dũng cảm tuyệt vời, và trong khi đang kiệt sức sau những năm chiến tranh liên miên, ông bị quân của vua Demetrios xứ Ấn Độ bao vây. Ông đã thực hiện nhiều cuộc đột vây và chỉ dùng 300 quân mà đánh tan 6 vạn địch, phá vỡ vòng vây sau 4 tháng chiến đấu và chiếm quyền cai trị Ấn Độ. | ” |
| — Justin, XLI,6 | |   |

Ở phía tây, Mithradates I bắt đầu mở rộng vương quốc Parthia và tấn công Eucratides; thành phố Herat thất thủ trong năm 167 TCN và quân Parthia đã thành công trong việc chinh phục hai tỉnh nằm giữa Bactria và Parthia, được gọi bởi Strabo là vùng Aspiones và Turiua.
Eucratides I có lẽ là người kiến lập ra thành phố Eucratideia.
Con dấu của Ngân hàng Trung ương Afghanistan có hình một đồng xu thời Eucratides I.
Justin kết thúc bài viết của ông về cuộc đời của Eucratides bằng cách nói rằng ông vua hiếu chiến ấy đã bị sát hại trên đường trở về từ Ấn Độ bởi con trai của chính mình (Eucratides II hoặc Heliocles I, mặc dù có suy đoán rằng đó có thể là kẻ thù của ông, con trai của Demetrius II), vị vương tử này căm ghét cha mình vô cùng tới mức ông ta kéo lê xác chết của vua cha sau cỗ xe của mình:
| “               | Khi Eucratides trở về từ Ấn Độ, ông bị sát hại trên đường trở về bởi con trai ông, người mà ông đã cai trị cùng mình, và người, mà không ẩn giết cha mẹ ông, như thể ông ta đã không giết một người cha mà là một kẻ thù, chạy trên cỗ xe qua máu của cha mình, và ra lệnh bỏ lại xác chết được mà không được chôn xuống mộ. | ” |
| — Justin XLI, 6 | |   |

### Cái chết

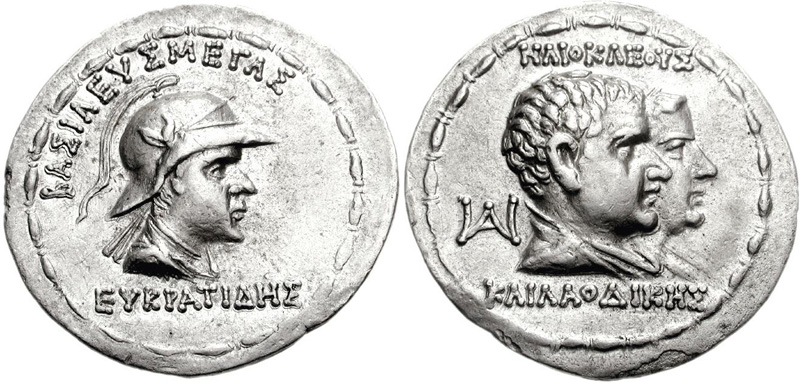
Đồng tiền in hình Eukratides và cha mẹ ông, Heliokles va Laodike.

Justin kết thúc phần mô tả về cuộc đời của Eukratides bằng cách tuyên bố rằng ông vua hiếu chiến này bị sát hại trên đường trở về từ Ấn Độ bởi con trai của mình (có thể bởi Eucratides II hoặc Heliocles, mặc dù có suy đoán rằng nó có thể là do con trai của kẻ thù của ông, Demetrius II), người đã cực ghét cha mình và đã dùng xe ngựa kéo thi thể của cha mình:
"Khi Eukratides quay trở lại Ấn Độ, ông bị chính con trai của mình sát hại, người mà có liên quan với triều đại của ông, và người không cần phải che giấu việc giết cha, như thể anh ta đã không phải giết cha mà là kẻ thù, anh ta chạy xe ngựa ngay trên xương máu của cha minh, và ra lệnh để xác chết ở lại mà không được chôn" Justin XLI,6  Justin XLI,6 [5]
Việc giết hại Eucratides có thể mang lại một cuộc nội chiến giữa các thành viên của triều đại. Những người kế vị Eucratides là Eucratides II và Heliocles I (145-130 TCN), vị vua Hy Lạp cuối cùng trị vì ở Bactria. Một khi các bộ lạc Nguyệt Chi lật đổ vua Heliocles, tộc người Hy Lạp-Bactria mất quyền kiểm soát của các tỉnh phía bắc Hindu Kush.
Sự cai trị của vương quốc Hy Lạp-Bactria sớm sụp đổ sau những cuộc chiến liên miên này:
| “               | Người Bactria, đã vướng vào các cuộc chiến tranh khác nhau, bị mất không chỉ cai trị của họ mà còn là sự tự do của họ, vì kiệt sức bởi cuộc chiến tranh của họ chống lại người Sogdians, người Arachotes, và Dranges, người Arians và người Ấn Độ, cuối cùng họ đã bị nghiền nát, như thể rút ra tất cả máu của họ, bởi một kẻ thù yếu hơn họ, người Parthia. | ” |
| — Justin, XLI,6 | |   |

Tuy nhiên, sự cai trị của vương quốc Ấn-Hy Lạp trên lãnh thổ phía nam của Hindu Kush kéo dài trong khoảng 150 năm nữa, cuối cùng bị sụp đổ dưới áp lực của cuộc xâm lược cua người Nguyệt Chi và Scythia (Saka) trong khoảng năm 10 TCN.